# Blefarohalaza
Blefarohalazija je upala kapka karakterizirana egzacerbacijama i remisijama edema kapka, koja rezultira rastezanjem i posljedičnom atrofijom tkiva. Karakteristično zahvaća samo gornji kapak te može biti unilateralna i bilateralna. Kod blefarohalazije koža kapka postaje mlohava i pada u suvišnim naborima preko rubova kapka.

## Patofiziologija
Blefarohalaza nastaje zbog ponavljajućih i bezbolnih oticanja kapaka, koja traju nekoliko dana. Smatra se da je to oblik lokaliziranog angioedema, ili brzo nakupljanje tekućine u tkivu. Ponavljajuće epizode uzrokuju stanjivanje i atrofiju kože. Oštećenje m. levatora palpebrae superioris uzrokuje ptozu ili spuštanje vjeđe, kada mišić više ne može držati kapak podignutim.

## Uzroci
Blefarohalazija je u većini slučajeva idiopatska - uzrok je nepoznat. Sistemska oboljenja koja su povezana s ovim stanjem su bubrežna agenezija, abnormalnosti kralježnice i kongenitalna srčana oboljenja.

## Epidemiologija
Susreče se češće kod mlađih negoli starijih osoba.
Komplikacije blefarohalaze mogu uključivati hiperemiju spojnice (pretjerani protok krvi kroz meka tkiva orbite), kemozu, entropij, ektropij i ptozu.

## Diferencijalna dijagnoza
Dermatohalaza se katkad zamjenjuje s blefarohalazom ali ovo su dva različita stanja.

## Kirurško liječenje
Potreban je plastični kirurg da bi odlučio te izveo prikladnu kiruršku tehniku. Sljedeće tehnike koriste se kod blefarohalaze:
- aponeuroza
- blefaroplastika
- lateralna kantoplastika
- transplacija vlastitog masnog tkiva

Ove tehnike koriste se za korekciju atrofične blefarohalazije kada je bolest uznapredovala.
|  | Molimo pročitajte upozorenje o korištenju medicinskih informacija. Ne provodite liječenje bez savjetovanja s liječnikom! |